# Destruição criativa
Em economia, destruição criativa ou  destruição criadora (em alemão, schöpferische Zerstörung) é um conceito derivado do trabalho de Marx e popularizado pelo austríaco Joseph Schumpeter, em seu livro Capitalismo, Socialismo e Democracia, publicado nos Estados Unidos, em 1942.. O conceito se popularizou no campo do pensamento econômico e, posteriormente da administração de empresas, a partir dos anos 1950. Ganhou força no contexto de ascensão do neoliberalismo e do neoconservadorismo.
"Esse processo de destruição criativa é o fato essencial do capitalismo. O capitalismo consiste nesse processo e é nele que toda empresa capitalista tem de viver."  (Joseph A. Schumpeter) 
Ainda que visse as diferentes formas criadas pelo capitalismo, Schumpeter atesta que o sistema estaria fadado a ruir — por meio do mesmo processo que o faz se transformar.
Karl Marx tratou largamente da necessidade de movimento constante que rege o capitalismo, de destruir o antigo para criar o novo, a todo tempo recriar suas bases. 
Sua formulação se conecta com uma tradição filosófica muito popular no pensamento alemão, que poderia remontar a Hegel e seu conceito de  aufhebung), no qual as categorias são superadas dialeticamente a partir de uma contradição interna, imanente. Uma semente, por exemplo, contém tudo que é necessário para sua transformação, a potência para germinar e deixar de ser uma semente — tornando-se uma planta que voltará a carregar sementes.
De forma análoga, Schumpeter compreende que a superação de um ciclo econômico ou paradigma técnico no mercado está dado no seu proprio desenvolvimento. Esse processo de superação, entretanto, acontece através da falência de diversas empresas, setores e iniciativas. Ou seja, as novas criações e inovações surgem ao destruir o que está estabelecido, como uma força incontrolável.
A primeira parte da obra de Schumpeter é uma introdução simples e resumida da teoria marxiana, que apresenta para posteriormente tecer suas críticas. Apesar das discordâncias, a ideia de uma transformação necessária permanece no autor austríaco, como vimos, mesmo não sendo marxista. Descreve um processo de inovação  e os ciclos econômicos  que têm lugar numa economia de mercado em que novos produtos destroem empresas velhas e antigos modelos de negócios. Para Schumpeter, as inovações dos empresários são a força motriz do crescimento econômico sustentado a longo prazo, ainda que destrua empresas bem estabelecidas nessa necessidade. Um efeito positivo disso seria a maior de dificuldade na formação de monopólios privados.
Werner Sombart, outro pensador alemão, é uma das influências diretas para a ideia em Schumpeter. Sombart  cunhou a expressão capitalismo tardio (Spätkapitalismus), usada pela primeira vez em sua obra  Der Moderne Kapitalismus (1902), na qual distinguia três fases do capitalismo: o capitalismo primitivo, o auge do capitalismo e o capitalismo tardio.